# Рагби репрезентација Марока
Рагби репрезентација Марока је рагби јунион тим који представља Краљевину Мароко у овом екипном спорту. Мароко се никада није пласирао на светско првенство у рагбију, а редовни је учесник афричког рагби купа. Рагби су у Мароко донели Французи. Рагби савез Марока основан је 1956. У Мароку има 20 рагби клубова и око 7 000 рагбиста. Први званичан тест меч рагби репрезентација Марока одиграла је 1931, против Шпаније, а резултат је био 6-14. Најубедљивију победу рагбисти Марока су остварили 2005, над Намибијом, било је 49-0. Најтежи пораз Мароку, нанела је Румунија (89-0).